# Przewoźnik żeglugi śródlądowej
Przewoźnik żeglugi śródlądowej - przedsiębiorca, będący osobą fizyczną, osobą prawną, bądź niemającą osobowości prawnej spółką prawa handlowego, który zawodowo, we własnym imieniu podejmuje i wykonuje działalność gospodarczą w transporcie krajowym lub międzynarodowym w zakresie zarobkowego przewozu ładunków statkami żeglugi śródlądowej i posiada sam, bądź zatrudnia co najmniej jedną osobę posiadającą zaświadczenie o spełnieniu wymogu zdolności zawodowej. Wymóg zdolności zawodowej polega na posiadaniu podstawowej wiedzy z dziedziny prawa cywilnego, handlowego, finansowego, pracy, podatkowego, ubezpieczeń oraz znajomości procedur celnych i granicznych, a także znajomości wymagań bezpieczeństwa żeglugi, standardów technicznych statków i technicznych aspektów działalności przewoźnika, standardów zachowania w warunkach środowiska wodnego oraz umów międzynarodowych regulujących ceny i warunki transportu. Wymóg posiadania zdolności zawodowej nie dotyczy wszystkich przewoźników.